# Karaman (Provinz)
Karaman ist eine Provinz der Türkei, mit der gleichnamigen Hauptstadt Karaman und dem Landkreis, der nahezu die Hälfte des Territoriums der Provinz einnimmt. Außerdem konzentrieren sich 78 % der Provinzbevölkerung auf diesen Landkreis.

## Geografie
Die 1989 geschaffene Provinz grenzt im Südwesten an die Provinz Antalya, im Süden und Südosten an die Provinz Mersin sowie im Norden und Westen an die Provinz Konya. Die Provinzhauptstadt Karaman liegt ziemlich im Zentrum der Provinz.
Statistisch gesehen gehört die Provinz Karaman zusammen mit den Provinzen Ankara und Konya zur Region Westanatolien (TR5, türk. Bati Anadolu). Sie belegt dort im Ranking in allen drei Kategorien den letzten Platz: Fläche (11,55 % der Region), Einwohnerzahl Ende 2020 (3,12 %) und Bevölkerungsdichte (29,4 gegenüber 108,7 Einw. je km² in der Region).

## Verwaltungsgliederung

### Landkreise
Die Provinz ist in sechs Landkreise (auch Bezirke, Ilçe) gegliedert. Des Weiteren gibt es elf Gemeinden und 158 Dörfer.
| Code 1          | Landkreis       | Fläche 2 (km²) | Bevölkerung (2020) 3 | Bevölkerung (2020) 3       | Anzahl der Einheiten   | Anzahl der Einheiten  | Anzahl der Einheiten | Dichte (Ew./km²) | städt. Anteil (in %) | Sex Ratio 4 | Grün- dungs- da- tum 5, 6 |
| Code 1          | Landkreis       | Fläche 2 (km²) | Landkreis (Ilçe)     | Verwal- tungssitz (Merkez) | Gemein- den (Belediye) | Stadt- viertel (Mah.) | Dörfer (Köy)         | Dichte (Ew./km²) | städt. Anteil (in %) | Sex Ratio 4 | Grün- dungs- da- tum 5, 6 |
| --------------- | --------------- | -------------- | -------------------- | -------------------------- | ---------------------- | --------------------- | -------------------- | ---------------- | -------------------- | ----------- | ------------------------- |
| 1768            | Ayrancı         | 2.245          | 7.946                | 2.385                      | 1                      | 4                     | 22                   | 3,5              | 30,02                | 994         | 1987                      |
| 1884            | Başyayla        | 141            | 3.608                | 1.973                      | 1                      | 5                     | 4                    | 25,6             | 54,68                | 952         | 1990                      |
| 1316            | Ermenek         | 1.242          | 28.417               | 11.438                     | 3                      | 32                    | 26                   | 22,9             | 66,17                | 967         |                           |
| 1439            | Karaman         | 4.036          | 199.482              | 168.299                    | 3                      | 65                    | 93                   | 49,4             | 73,05                | 1008        | 1989                      |
| 1862            | Kâzımkarabekir  | 423            | 3.956                | 2.890                      | 1                      | 8                     | 6                    | 9,4              | 86,58                | 1154        | 1989                      |
| 1983            | Sarıveliler     | 590            | 11.510               | 5.329                      | 2                      | 19                    | 7                    | 19,5             | 64,74                | 921         | 1990                      |
| PROVINZ Karaman | PROVINZ Karaman | 8.678          | 254.919              |                            | 11                     | 132                   | 158                  | 29,4             | 80,89                | 999         |                           |

## Bevölkerung
Zum Zensus 2011 betrug das Durchschnittsalter in der Provinz 30,1 Jahre (Landesdurchschnitt: 29,6), wobei die weibliche Bevölkerung durchschnittlich 0,9 Jahre älter als die männliche war (30,6 – 29,6).

### Ergebnisse der Bevölkerungsfortschreibung
Nachfolgende Tabelle zeigt die jährliche Bevölkerungsentwicklung am Jahresende nach der Fortschreibung durch das 2007 eingeführte adressierbare Einwohnerregister (ADNKS). Außerdem sind die Bevölkerungswachstumsrate und das Geschlechterverhältnis (Sex Ratio d. h. Anzahl der Frauen pro 1000 Männer) aufgeführt.

Der Zensus von 2011 ermittelte 234.441 Einwohner, das sind etwa 8800 Einwohner weniger als beim Zensus 2000.

| Jahr  | Bevölkerung am Jahresende | Bevölkerung am Jahresende | Bevölkerung am Jahresende | Wachstums- rate der Be- völkerung (in %) | Geschlechter verhältnis (Frauen auf 1000 Männer) | Rang (unter den 81 Provinzen) |
| Jahr  | gesamt                    | männlich                  | weiblich                  | Wachstums- rate der Be- völkerung (in %) | Geschlechter verhältnis (Frauen auf 1000 Männer) | Rang (unter den 81 Provinzen) |
| ----- | ------------------------- | ------------------------- | ------------------------- | ---------------------------------------- | ------------------------------------------------ | ----------------------------- |
| 2020  | 254.919                   | 127.829                   | 127.090                   | 0,65                                     | 994                                              | 67                            |
| 2019  | 253.279                   | 126.648                   | 126.631                   | 0,54                                     | 1000                                             | 67                            |
| 2018  | 251.913                   | 125.992                   | 125.921                   | 2,12                                     | 999                                              | 67                            |
| 2017  | 246.672                   | 123.370                   | 123.302                   | 0,43                                     | 999                                              | 67                            |
| 2016  | 245.610                   | 122.153                   | 123.457                   | 1,41                                     | 1011                                             | 66                            |
| 2015  | 242.196                   | 120.940                   | 121.256                   | 0,76                                     | 1003                                             | 66                            |
| 2014  | 240.362                   | 120.067                   | 120.295                   | 1,02                                     | 1002                                             | 66                            |
| 2013  | 237.939                   | 118.380                   | 119.559                   | 1,07                                     | 1010                                             | 66                            |
| 2012  | 235.424                   | 116.848                   | 118.576                   | 0,61                                     | 1015                                             | 66                            |
| 2011  | 234.005                   | 116.562                   | 117.443                   | 0,59                                     | 1008                                             | 66                            |
| 2010  | 232.633                   | 115.432                   | 117.201                   | 0,33                                     | 1015                                             | 66                            |
| 2009  | 231.872                   | 115.069                   | 116.803                   | 0,75                                     | 1015                                             | 66                            |
| 2008  | 230.145                   | 114.230                   | 115.915                   | 1,81                                     | 1015                                             | 66                            |
| 2007  | 226.049                   | 111.771                   | 114.278                   | −                                        | 1022                                             | 66                            |
| 20001 | 243.210                   | 120.957                   | 122.253                   |                                          | 1011                                             | 68                            |

1 Zensus 2000

### Bevölkerungszahlen der Landkreise
Die Werte von 1990 und 2000 basieren auf den Volkszählungen, die restlichen (2007–2018) sind Bevölkerungsangaben am Jahresende, ermittelt durch die Fortschreibung im 2007 eingeführten Einwohnerregister (ADNKS)
| Landkreis       | 1990    | 2000    | 2007    | 2008    | 2009    | 2010    | 2011    | 2012    | 2013    | 2014    | 2015    | 2016    | 2017    | 2018    | 2019    | 2020    |
| --------------- | ------- | ------- | ------- | ------- | ------- | ------- | ------- | ------- | ------- | ------- | ------- | ------- | ------- | ------- | ------- | ------- |
| Ayrancı         | 14.600  | 13.212  | 10.594  | 10.199  | 9.869   | 9.443   | 9.186   | 9.033   | 8.934   | 8.713   | 8.497   | 8.345   | 8.157   | 8.338   | 7.965   | 7.946   |
| Başyayla        | 12.446  | 8.155   | 5.465   | 5.087   | 4.858   | 4.665   | 4.497   | 4.208   | 4.102   | 3.861   | 3.706   | 3.662   | 3.651   | 3.717   | 3.650   | 3.608   |
| Ermenek         | 34.443  | 42.643  | 31.182  | 31.341  | 30.897  | 30.585  | 30.361  | 30.057  | 30.064  | 29.957  | 29.558  | 29.475  | 28.903  | 28.832  | 28.565  | 28.417  |
| Merkez          | 125.927 | 152.450 | 160.179 | 164.207 | 168.048 | 170.240 | 172.854 | 175.397 | 177.685 | 181.383 | 184.493 | 188.221 | 190.366 | 194.018 | 197.276 | 199.482 |
| Kazımkarabekir  | 12.879  | 5.442   | 4.349   | 4.784   | 4.608   | 4.414   | 4.324   | 4.266   | 4.278   | 4.302   | 4.320   | 4.479   | 4.344   | 4.407   | 4.328   | 3.956   |
| Sarıveliler     | 17.241  | 21.308  | 14.280  | 14.527  | 13.592  | 13.286  | 12.783  | 12.463  | 12.876  | 12.146  | 11.622  | 11.428  | 11.251  | 12.601  | 11.495  | 11.510  |
| Summe Provinz00 | 217.536 | 243.210 | 226.049 | 230.145 | 231.872 | 232.633 | 234.005 | 235.424 | 237.939 | 240.362 | 242.196 | 245.610 | 246.672 | 251.913 | 253.279 | 254.919 |

### Städte
In der Provinz gibt es elf Städte (oder Stadtgemeinden, Belediye). Nachfolgende Tabelle zeigt die Einwohnerzahlen Ende 2020 und die dazugehörigen Landkreise sowie die Anzahl der Stadtviertel (Mahalle). Gelb unterlegte Städte sind die Hauptorte (Merkez) der Landkreise. Im Jahr 2013 wurden die Belediye Kılbasan, Kisecik, Taşkale, Yeşildere und Yollarbaşı wieder zu Dörfern zurückgestuft.
| Stadt          | im Landkreis   | Anzahl der Mahalle | Einwohner- zahl 2020 |
| -------------- | -------------- | ------------------ | -------------------- |
| Ayrancı        | Ayrancı        | 4                  | 2.385                |
| Başyayla       | Başyayla       | 5                  | 1.973                |
| Ermenek        | Ermenek        | 16                 | 11.438               |
| Güneyyurt      | Ermenek        | 8                  | 5.085                |
| Kazancı        | Ermenek        | 8                  | 2.280                |
| Kazımkarabekir | Kazımkarabekir | 8                  | 2.890                |

| Stadt       | im Landkreis | Anzahl der Mahalle | Einwohner- zahl 2020 |
| ----------- | ------------ | ------------------ | -------------------- |
| Akçaşehir   | Merkez       | 4                  | 2.176                |
| Karaman     | Merkez       | 58                 | 168.299              |
| Sudurağı    | Merkez       | 3                  | 2.235                |
| Göktepe     | Sarıveliler  | 8                  | 2.122                |
| Sarıveliler | Sarıveliler  | 10                 | 5.329                |

### Dörfer
Die 158 Dörfer haben insgesamt 48.707 Einwohner, also durchschnittlich 308 Einwohner je Dorf. 50 Dörfer haben mehr Einwohner als dieser Durchschnitt. Die meisten Dörfer befinden sich im zentralen Landkreis (Merkez), nämlich 93. Sie haben zusammen 27.551 Einwohner, was einem Anteil von 55 Prozent entspricht. Im zentralen Landkreis befinden sich auch das größte und das kleinste Dorf der Provinz(1.607÷13 Einw.).
Sieben Dörfer haben mehr als 1.000 Einwohner: Kılbasan (1.607), Çakırbağ (1.567), Dumlugöze (1.484), Civler (1.280), Dere (1.173) und Ardıçkaya (1.011 Einw.). 26 Dörfer haben weniger als 100 Einwohner. Im Jahr 2017 wurden die bestehenden zwölf Bucaks in allen Kreisen aufgelöst.

## Geschichte
- 8000–5500 v. Chr. – Menschliche Siedlungen bei Can Hasan Höyük während der Mittelsteinzeit
- bis 4. Jahrhundert v. Chr. – Besiedelung durch Hethiter
- 4. Jahrhundert v. Chr. – Perserreich
- bis 1100 – Römisches Reich und Byzantinisches Reich
- 11. Jahrhundert – Seldschukisches Reich
- 1256 – Karamanoğulları-Herrschaft, seit 1306 Sultanat Karaman (Konya)
- 1466 – Osmanisches Reich
- 1919 – Befreiungskriege gegen die Besatzer der Türkei (Delibaş Ayaklanmaları in Karaman)
- 1923 – Gründung der Türkei; Karaman wird Teil der Provinz Konya
- 1987 – Karaman wird 70. Provinz der Türkei

## Sehenswürdigkeiten
Die Walderholungsstätte von Gökçe, die Maraspoli-Höhle, die Zitadelle von Karaman, Ermenek (Firan) und Mennan, die Medresen von Hatuniye, Emir Musa und Ibrahim Bey mit Armenküchen und die Tol-Medrese, die großen Moscheen (Ulu Cami) von Gaferyad (Ermenek, Kâzımkarabekir) und Yollarbaşı (Ilisra), die Moscheen von Hacı Beyler, Aktekke (Valide Sultan), Arapzade, Pascha, Dikbasan (Fasih), Akçaşehir, Sipas und Mimar Emir Rüstem Pascha, die Yunus-Emre-Moschee und das Derwischkloster, kleine Moschee von Şeyh Çelebi und Akça Mescit, die Armenküche und Türbe von Karamanoğlu, die Bıçakçı-Brücke und die Ala-Brücke, der Brunnen mit sieben Röhren, das Karaman-Museum, das Can-Hasan-Höyük-Zentrum – Alçatıköyü, Binbirkilise am Karadağ mit den Zentren Madenşehir und Üçkuyu sowie die hethitischen Felsinschriften von Karadağ und von Kızıldağ.

## Lokale Feste
in Karaman:
- Kultur- und Kunstwoche – 5.–12. Mai
- Gedenktag von Mader'i Mevlana – 10. Dezember
- Sprachfeierzeremonien – 13. Mai
- Provinzfeierzeremonien – 21. Juni

in Kazım-Karabekir:
- Gedenktag von General Kâzım Karabekir – 26. Januar